# Burwash Airport
Burwash Airport (franska: Aéroport de Burwash) är en flygplats i Kanada.   Den ligger i territoriet Yukon, i den västra delen av landet, 4 300 km väster om huvudstaden Ottawa. Burwash Airport ligger 806 meter över havet.
Terrängen runt Burwash Airport är varierad. Trakten runt Burwash Airport är nära nog obefolkad, med mindre än två invånare per kvadratkilometer..